# St. Andrä-Wördern
St. Andrä-Wördern est une commune autrichienne du district de Tulln en Basse-Autriche.

## Jumelage
- Greifenstein (Allemagne) depuis le 14 septembre 1990[1]